# Phymaturus aguedae
Espèce
Phymaturus aguedae est une espèce de sauriens de la famille des Liolaemidae.

## Répartition
Cette espèce est endémique de la région métropolitaine de Santiago au Chili.

## Description
Les 4 spécimens adultes mâles observés lors de la description originale mesurent entre 81,2 mm et 94,2 mm de longueur standard et le spécimen adulte femelle observé lors de la description originale mesure 92,3 mm de longueur standard.

## Étymologie
Cette espèce est nommée en l'honneur d'Agueda Palacios, la mère de Jaime Troncoso-Palacios.

## Publication originale
- Troncoso-Palacios & Esquerré, 2014 : A new species of Phymaturus of the P. mallimaccii Group from the Andes of central Chile (Iguania: Liolaemidae). Phyllomedusa, vol. 13, no 1, p. 3–15 (texte intégral).